# Asperula baenitzii
Asperula baenitzii är en måreväxtart som beskrevs av Theodor Heinrich von Heldreich och Pierre Edmond Boissier. Asperula baenitzii ingår i släktet färgmåror, och familjen måreväxter. Inga underarter finns listade i Catalogue of Life.